# Теверов, Руслан Артурович
Руслан Артурович Теверов (бел. Руслан Артуравіч Цевераў; род. 1 мая 1994, Витебск) — белорусский футболист, нападающий клуба «Витебск».

## Клубная карьера
Начинал карьеру в «Витебске», где выступал за дубль. После вылета команды в первую лигу по итогам сезона 2011 стал выступать за фарм-клуб «Витебск-2» во Второй лиге, стал там одним из основных игроков.
В 2013 году вместе с рядом других игроков «Витебска-2» перешёл в состав новополоцкого «Нафтана», где сначала выступал за дубль. В апреле 2014 года, перед самым началом чемпионата, был отдан в аренду «Городее». Сумел стать одним из основных игроков клуба Первой лиги, за сезон забил 4 гола.
В декабре 2014 по окончании срока аренды вернулся в «Нафтан». К сезону 2015 готовился уже в составе основной команды новополочан. 11 апреля 2015 дебютировал в Высшей лиге матче первого тура против «Минска», выйдя на замену на 64-й минуте.
В июле 2016 года подписал трёхлетний контракт с солигорским «Шахтёром». 31 июля дебютировал за новый клуб в матче против «Городеи».
В начале 2017 года не улетел с основным составом на зарубежные сборы, а остался в Беларуси, тренируясь с дублем. В марте 2017 года был сдан в аренду в «Нафтан», где снова стал основным игроком. В июле 2017 года покинул новополоцкий клуб. «Шахтер» искал новые варианты аренды для Теверова, но в результате он остался в солигорской команде. Во второй половине сезона 2017 играл преимущественно в дубле, выйдя трижды на замену в основном составе.
В январе 2018 года на правах аренды он стал игроком «Витебска». В составе витебской команды он прочно выходил на поле. В декабре вернулся из аренды в «Шахтёр». В январе 2019 года он начал подготовку к новому сезону в дубле «Шахтера», но позже стало известно, что нападающий перейдет в «Витебск» на постоянной основе.
Сезон 2019 практически полностью пропустил из-за травм, в 2020 году вернулся в состав, преимущественно выходил на замену, в сезоне 2021 закрепился в основе и с 9 голами стал лучшим бомбардиром команды. В январе 2022 года продлил контракт с витебским клубом. В январе 2023 года футболист покинул клуб.
В феврале 2023 года появилась информация, что футболист продолжит карьеру в казахстанскому клубе «Жетысу». Вскоре футболист официально присоединился к казахстанскому клубу. В июне 2023 года по сообщениям источников казахстанский клуб прекратил сотрудничество с футболистом.
В июле 2023 года футболист вернулся в «Витебск».

## Международная карьера
13 августа 2014 года дебютировал в молодёжной сборной Беларуси в товарищеском матче против Молдовы.

## Клубная статистика
| Сезон    | Дивизион | Клуб      | Страна                    | Матчи | Голы |
| -------- | -------- | --------- | ------------------------- | ----- | ---- |
| 2011     | дубль    | Витебск   | Флаг Беларуси (1995—2012) | 5     | 1    |
| 2012     | Д3       | Витебск-2 | Флаг Беларуси             | 26    | 5    |
| 2013     | дубль    | Нафтан    | Флаг Беларуси             | 15    | 5    |
| 2014 (1) | дубль    | Нафтан    | Флаг Беларуси             | 3     | 0    |
| 2014 (2) | Д2       | Городея   | Флаг Беларуси             | 29    | 4    |
| 2015     | Д1       | Нафтан    | Флаг Беларуси             | 13    | 2    |
| 2016     | Д1       | Нафтан    | Флаг Беларуси             | 15    | 1    |
| 2016     | Д1       | Шахтёр    | Флаг Беларуси             | 13    | 1    |
| 2017     | Д1       | Нафтан    | Флаг Беларуси             | 14    | 0    |
| 2017     | Д1       | Шахтёр    | Флаг Беларуси             | 3     | 0    |
| 2018     | Д1       | Витебск   | Флаг Беларуси             | 21    | 3    |
| 2019     | Д1       | Витебск   | Флаг Беларуси             | 6     | 1    |
| 2020     | Д1       | Витебск   | Флаг Беларуси             | 23    | 0    |
| 2021     | Д1       | Витебск   | Флаг Беларуси             | 29    | 9    |
| 2022     | Д1       | Витебск   | Флаг Беларуси             | 30    | 7    |